# Valentina Ardean-Elisei
Valentina Ardean-Elisei, née le 5 juin 1982 à Focșani, est une handballeuse internationale roumaine.

## Biographie
Avec l'équipe de Roumanie, elle participe notamment aux Jeux olympiques de 2008 et remporte une médaille d'argent au Championnat du monde en 2005 en Russie, où elle est également nommée meilleure ailière gauche du tournoi.
Buteuse prolifique, elle termine à plusieurs reprises meilleure marqueuse des coupes européennes auxquelles elle participe avec ses clubs, Coupe Challenge en 2004 et Coupe des Coupes en 2007.
À l'été 2016, elle quitte HCM Baia Mare pour rejoindre le SCM Craiova.

## Palmarès

### En sélection
Championnats du monde
- finaliste du championnat du monde 2005
- troisième du championnat du monde 2015

Championnats d'Europe 
- troisième du championnat d'Europe 2010
- 4e du championnat d'Europe 2018

autres
- vainqueur du championnat d'Europe junior en 2000[3]

### En club
compétitions internationales
- finaliste de la Ligue des champions (C1) (1) en 2010 (avec Oltchim Râmnicu Vâlcea)
- vainqueure de la Coupe des vainqueurs de coupe (C2) (1) en 2007 (avec Oltchim Râmnicu Vâlcea)
- vainqueure de la Coupe de l'EHF (C3) (1) en 2018 avec (SCM Craiova)
- coupe Challenge
  - vainqueure (1) : en 2002 (avec Universitatea Remin Deva)
  - finaliste (1) en 2004 (avec Universitatea Remin Deva)
- vainqueure de la supercoupe d'Europe (1) en 2007 (avec Oltchim Râmnicu Vâlcea)

compétitions nationales
- Championnat de Roumanie (6) en 2007, 2008, 2009, 2010, 2011 et 2012 (avec Oltchim Râmnicu Vâlcea)
- vainqueure de la coupe de Roumanie (2) en 2007 et 2011 (avec Oltchim Râmnicu Vâlcea)

### Distinctions individuelles
- meilleure ailière gauche du championnat d'Europe en 2008[4]
- meilleure marqueuse de la coupe des vainqueurs de Coupes en 2007[5]
- meilleure ailière gauche du championnat du monde en 2005[6]
- meilleure marqueuse de la coupe Challenge en 2004[7]